# Hahnberg (Thüringer Schiefergebirge)
Der Hahnberg ist eine in durchschnittlich 686 m ü. NHN Höhe gelegene leicht hüglige Hochebene des Thüringer Schiefergebirges im Landkreis Sonneberg, Thüringen (Deutschland). 
Sie liegt westlich von Lichte im Naturpark Thüringer Wald. Nachbarberge sind der Spitzer Berg (790,3 m), der Rauhhügel (801,9 m) und der Mutzenberg (770 m) im Nordosten, der Mittelberg (803,6 m) im Südosten, der Apelsberg (780 m) im Südwesten und der Rückersbiel (756 m) im Westen.
Der Hahnberg wird von Schiefergestein aus dem tiefen Silur aufgebaut. Leitfossil ist Phycodes circinatum, ein Ichnofossil. Der Phycodenschiefer des Hahnbergs weist einen hohen Eisenanteil auf. Der Hahnberg wird vorwiegend als Weidefläche genutzt und ist teilweise von Nadelwald bewachsen. 